# Bosc Sectorial de Riutort
El Bosc Sectorial de Riutort (en francès, oficialment, Forêt Sectionale de Rieutort) és un bosc del terme comunal de Puigbalador, de la comarca del Capcir, a la Catalunya del Nord.
Aquest bosc, de 4,5 km² d'extensió, està situat a la zona occidental del terme comunal de Puigbalador, al nord-oest del poble de Riutort, al límit del terme comunal. És al nord i nord-oest de l'antiga estació d'esquí de Puigbalador.
El bosc està sotmès a una explotació gestionada per la comuna de Puigbalador, atès que la propietat del bosc és de la comuna. Té el codi identificador de l'ONF F16266P.